# カネテツデリカフーズ
カネテツデリカフーズ株式会社（Kanetsu Delica Foods Inc.）は、兵庫県神戸市東灘区に本社を置くかまぼこやちくわなどの魚肉練り製品を製造・販売する日本の食品メーカー・水産加工品業者である。
ブランドステートメントは「おいしさ、ココロとカラダに。」。

## 概要
創業者の村上鐵雄が、1926年（大正15年）に兵庫県西宮市で練製品の製造を始める。間もなくして第二次世界大戦の開戦により、1944年（昭和19年）には戦時企業統制令の発令で、同社を中心に数社の同業者を統合し、神戸かまぼこ株式会社に改名。社長に就任すると共に、戦後になって同業者が合同の状態で、再び企業名をかねてつ蒲鉾株式会社に改名。また本社及び工場を、西宮市から神戸市兵庫区神明町に移転する。
社名および商標の由来は、村上鐵雄の名前の「てつ」と鐵雄の妻の名前の「要」（かなめ）から採ったもので、「な」の部分を同じな行に属する「ね」として「かねてつ」とした。
1951年（昭和26年）に誕生したマスコットキャラクター、「てっちゃん」の登場ならびに、CMソング「てっちゃんの歌」で、中京から西日本では、一躍その名が知れ渡ると共に、地元・関西では有名企業の一つとして知名度を高めるが、静岡県から東では、同業最大手の紀文を筆頭に、他にも小田原市に本社を置く、鈴廣や籠清など競合他社が多数しのぎを削っていたこともあり、今ひとつの知名度に甘んじていた。
1980年代初頭に関東地方を中心とする東日本への営業展開と広告活動を開始。当時子供に人気が高かった藤子不二雄（後にコンビ解消し藤子不二雄A）原作のアニメ『忍者ハットリくん』のスポンサーにつき、登場キャラクター「獅子丸」の好物としてかねてつのちくわを設定させるなどの広告活動をした。
この頃に行われた広告で最も特筆すべきことは、1982年（昭和57年）に『宝島』誌上にて連載を開始した2ページの新聞記事もどきの広告「啓蒙かまぼこ新聞」である。当時常務だった村上健（2023年4月の時点では取締役会長）が、コピーライターの中島らもと灘高等学校で同級生だった縁から、連載を開始された。かまぼこなどの練り製品に興味を持たない読者に対し、あの手この手の奇手奇策を凝らした内容が話題となると共に、同社の全国区の知名度を得ることになる。ただ「啓蒙かまぼこ新聞」は、編集方針そのものがかなりいい加減であったため、読者に対し企業側の思惑とはかけ離れたイメージを与えることも少なくなく、時には批判の声が上がることもあった。
1990年（平成元年）からは、保存料を全ての製品に添加していない。この年には六甲工場が六甲アイランド（神戸市東灘区）に完成したが、1995年（平成7年）1月17日に発災した阪神・淡路大震災では、発災の当日から40日間にわたって製品の出荷を見合わせざるを得ない事態に陥った。その間に取引先を競合他社へ奪われたことに加えて、原料の7割を仕入れていた卸業者の倒産で負債が170億円規模にまで膨れ上がったことを受けて、1998年（平成10年）1月29日に神戸地方裁判所へ和議を申請。当時社長に就いていた村上健は、伊藤ハムと業務提携を締結するなど、社外からの支援を受けながら自主再建の道を選んだ。しかし、再建途上の2002年に、当時勤務していた1人の社員の独断による不祥事（賞味期限の切れた冷凍製品に対する期限の改竄）が発覚。村上は関係先への謝罪行脚を余儀なくされたが、関係先からの勧めで稲盛和夫の経営思想へ触れたことをきっかけに、「盛和塾」（稲盛が主宰する経営塾）で活動しながら社内のコンプライアンスや経営の体制を強化した。その結果、債務を2014年に完済するとともに、業績と評判を持ち直した。2010年代の中盤以降は「ほぼシリーズ」が最も多くの売上を占めていて、最初に開発した「ほぼカニ」（2014年から販売しているカニ風味のかまぼこ）は、2022年に（他社を含めて）日本国内で発売されていた煉り製品（約7,500アイテム）でトップの売上を記録した。
なお、兵庫県伊丹市に本社がある水産加工品メーカー「伊丹かねてつ食品」とはかねてつという屋号のつながりから関係を取り沙汰されることも多いが、資本・人材面において関連は一切ない。
キャッチコピーは「何かが違う専門店の味」（CMなどで使用）。
当社の看板商品の一つである「練り物」は食用油で揚げた物が中心であるが、近年は健康志向を考えて油で揚げない（業界初）ノンオイルの練り物も発売している。

## 沿革

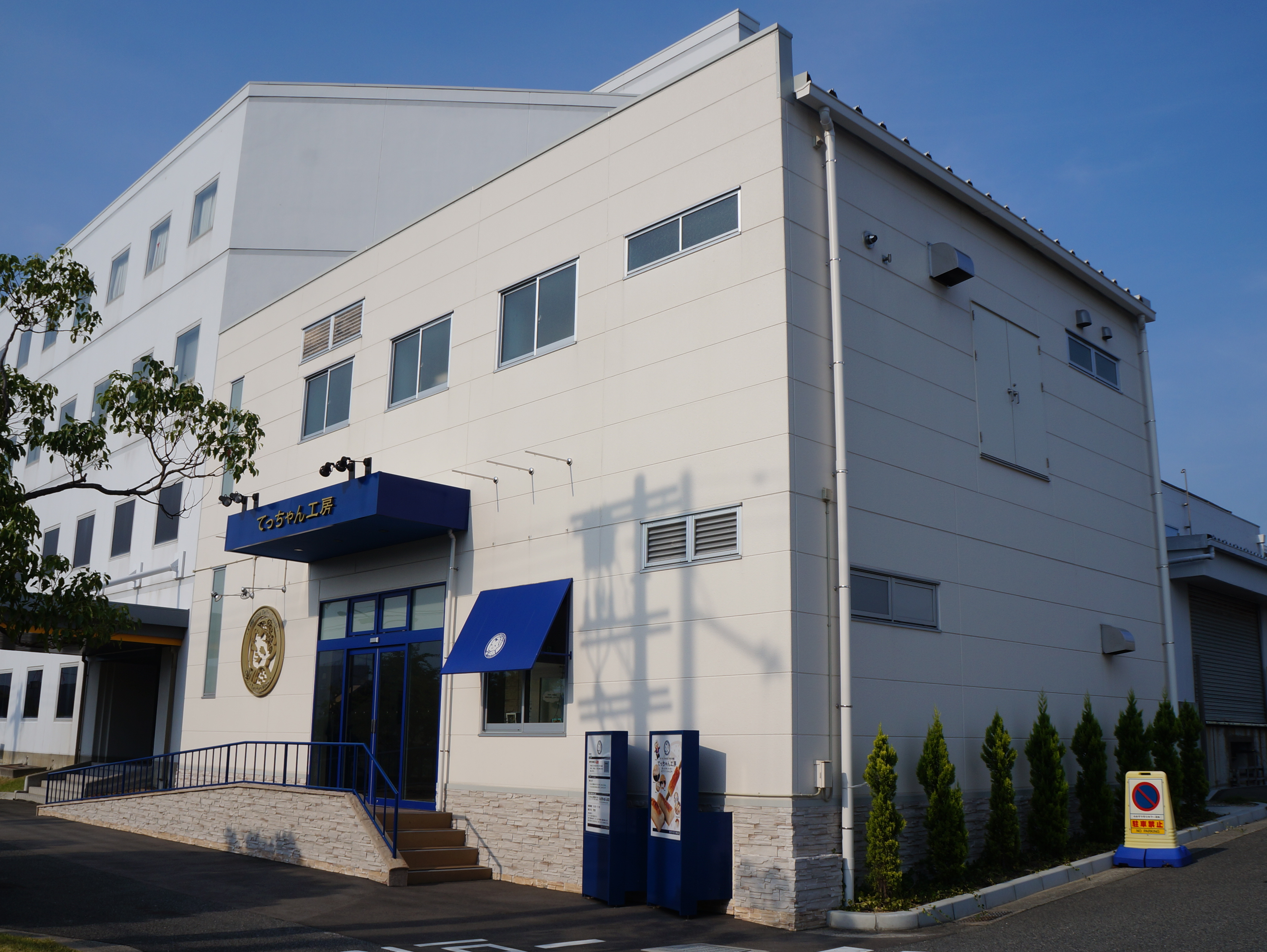
カネテツデリカフーズ本社内の「てっちゃん工房」

- 1926年（大正15年）3月 - 村上鐵雄が兵庫県西宮市に於いて魚肉練り製品製造業を創業。
- 1944年（昭和19年）2月 - 戦時企業統制令により、神戸かまぼこ株式会社に統合される。
- 1948年（昭和23年）10月 - 統制経済解除で「かねてつ蒲鉾株式会社」設立。
- 1951年（昭和26年） - マスコットキャラクター「てっちゃん」誕生。
- 1967年（昭和42年）3月 - 「かねてつ食品株式会社」に社名変更。
- 1982年（昭和57年） - 中島らもが常務・村上健の命を受け、雑誌『宝島』で「啓蒙かまぼこ新聞」を連載、話題となる。
- 1985年（昭和60年）1月1日 - 「カネテツデリカフーズ株式会社」に社名変更。
- 1990年（平成2年）
  - 5月 - 六甲アイランドに新工場完成。
  - 10月 - 全製品の合成保存料無添加を実施。
- 1995年（平成7年）1月 - 本社機能を六甲アイランドに全面移転。
- 1998年（平成10年）
  - 1月 - 神戸地方裁判所に和議を申請。
  - 4月 - 伊藤ハム株式会社と業務提携。
- 2006年（平成18年）3月 - ISO 22000認証取得。
- 2012年（平成24年）4月 - てっちゃん工房オープン。
- 2013年（平成25年）5月 - 物流部門を業務委託化。
- 2014年（平成26年）8月 - 株式会社紀文食品（東京）と、原材料の共同購入などで業務提携。
- 2015年（平成27年）12月 - エキマルシェ新大阪に自社直営店舗「ネルサイユ宮殿」オープン。
- 2016年（平成28年）3月 - 創業90周年を機にコーポレートアイデンティティ（VI）を実施、ブランド名を「カネテツ」に統一。

## 歴代社長
- 村上鐵雄 - 創業者、初代社長。
- 村上忠雄 - 2代目社長
- 村上健 - 3代目社長。灘高等学校卒[5]。関西学院大学卒[6]。創業家の娘婿[6]。
- 村上寛 - 4代目社長。

## 事業所
本社・工場
兵庫県神戸市東灘区向洋町西5-8
東京営業所
東京都中央区築地3-1-4 築地武蔵野マンション707号
名古屋営業所
愛知県名古屋市熱田区旗屋1-6-12 山伝マンション503号
京都営業所
京都府京都市下京区朱雀宝蔵町89
広島営業所
広島県広島市西区商工センター1-10-18

## 主力商品
定番商品
- 蒲鉾
- 竹輪
- 揚げ物

ほぼシリーズ

- ほぼカニ（カニカマ）
- ほぼホタテ（ホタテガイの形をした蒲鉾）
- ほぼエビフライ（エビフライに見立てた、すり身のフライ）
- ほぼカキフライ
- ほぼうなぎ
- ほぼタラバガニ
- 大粒ほぼホタテ 浜焼き風
- すごいほぼカニ
- サラダプラスほぼホタテ
- サラダプラスほぼタラバガニ
- 大粒ほぼカキフライ
- 万福ほぼズワイガニ
- ほぼいくら
- ほぼ毛ガニ
- だいたいイカ

## 広告・提供テレビ番組
マスコットキャラクター「てっちゃん」のキャラクターと、童謡「かわいい魚屋さん」を思わせる軽快なCMソング「てっちゃんのうた」（作詞：宮崎博史・作曲：冨田勲・歌：松島トモ子、当時日本マーキュリーがレコードを製造した）は人気を呼び、同社の知名度増に拍車を掛けた。マスコットキャラクターの「てっちゃん」のモデルは当社2代目社長の幼少時代をモチーフにしたと言われる。
テレビでの広告活動では、地元関西の朝日放送テレビ及び同局が属するテレビ朝日系列との繋がりが深い。
朝日放送テレビでは、同局がTBS系列だった1970年からネットワーク変更後の1980年代にかけて平日18時台の帯番組枠を有しており、バラエティ番組『仁鶴とあそぼう!』や『てっちゃんの天気予報』にて「かねてつ」名義で一社提供を務めた。なお、この枠は現社名になる直前の1984年（昭和59年）頃に「たいむ6」に内包され、『ABC News Report』の途中で降板するまで長年スポンサーを続けた。
また、テレビ朝日で放送されていたアニメ『忍者ハットリくん』（1981年 - 1983年）でもスポンサーを務めており、メインキャラクターの獅子丸にかねてつのちくわが好物であるという設定を入れた。当時のテレビCMでは、実際に同作のキャラクターをCMに起用していた他、年末特番にて獅子丸（声 - 緒方賢一）と影千代（声 - 山田栄子）（の人形）がかねてつの工場を見学する企画も放送された。
現社名に変更された1985年（昭和60年）から数年間、関東でもテレビ東京系列の水曜夜の天気予報のスポンサーとなり、海外の海の映像と当時のCMソング（インスト）をバックに、天気予報をテロップで流していた。さらに画面下には同社のシンボルマークが常時表示されていた他、女優のつみきみほをキャラクターに起用したCMがあった。
年末年始には関西・中京のテレビ朝日系列（朝日放送テレビ・名古屋テレビ）やTBS系列局（毎日放送・CBCテレビ）にておせち料理の需要を目的としたテレビCMを放送している。
クイズ番組『芸能人格付けチェック』（朝日放送テレビ）では、本物と偽物の食べ物を食べ比べてどちらが本物かを当てる企画がある際、偽物として「ほぼシリーズ」が使用されることがあり、2020年（令和2年）の秋（9月29日放送）に「ほぼシリーズ」を用いた企画が放送された際はWebサイトがサーバーダウンし、放送後2週間で前年の倍以上の売り上げを記録したことがあった。

## テレビ番組
- 日経スペシャル カンブリア宮殿 “関西の老舗” 破綻からの復活劇（2023年4月20日、テレビ東京） - 会長 村上健出演[6]。